# Curcuris
Curcuris (Crucuris in sardo) è un comune italiano di 300 abitanti della provincia di Oristano in Sardegna, nella antica regione della Marmilla.

## Storia
Area abitata in epoca nuragica e romana, il centro attuale sorse in epoca medievale. Appartenne al Giudicato di Arborea e fece parte della curatoria di Parte Usellus. Alla caduta del giudicato (1420) entrò a far parte del Marchesato di Oristano. Nel 1478, con la sconfitta del marchesato ad opera degli aragonesi, divenne un feudo in possesso dei Carroz conti di Quirra. Nel 1511 passò per via ereditaria ai Centelles, marchesi di Quirra, che nel 1603 lo incorporarono nel marchesato di Quirra. La signoria passò poi successivamente ai Borgia, ai Català e infine agli Osorio, a cui fu riscattato nel 1839 con la soppressione del sistema feudale.
Nel 1927, per Regio Decreto, divenne frazione di Ales; si ricostituì in comune nel 1979.

### Simboli
Lo stemma e il gonfalone del Comune di Curcuris sono stati concessi con decreto del presidente della Repubblica del 15 luglio 2004.
(D.P.R. 15.07.2004)
Il gonfalone è un drappo di bianco con la bordatura di verde.

## Monumenti e luoghi d'interesse

### Siti archeologici
Nel territorio di Curcuris sono presenti due nuraghi:
- il nuraghe Perda 'e Mogoru
- il nuraghe Soru

## Società

### Evoluzione demografica
Abitanti censiti

### Lingue e dialetti
La variante del sardo parlata a Curcuris è il campidanese occidentale.

## Amministrazione
| Periodo         | Periodo         | Primo cittadino            | Partito                            | Carica  | Note |
| --------------- | --------------- | -------------------------- | ---------------------------------- | ------- | ---- |
| 31 maggio 2015  | 26 ottobre 2020 | Massimo Pilloni            | Lista civica "Uniti si può"        | Sindaco |      |
| 26 ottobre 2020 | in carica       | Raffaele Salvatore Pilloni | Lista civica "Curcuris comunidadi" | Sindaco |      |